# Makoto Sugiyama
Makoto Sugiyama (杉山 誠 Sugiyama Makoto?), född 17 maj 1960, är en japansk tidigare fotbollsspelare.
I augusti 1979 blev han uttagen i Japans trupp till U20-världsmästerskapet 1979.